# Roger Peckinpaugh
Roger Thorpe Peckinpaugh (Wooster, Ohio, 5 de febrero de 1891-Cleveland, Ohio, 17 de noviembre de 1977), más conocido como Roger Peckinpaugh, fue un jugador profesional estadounidense de béisbol que se desempeñó en la posición de campocorto en las Grandes Ligas de Béisbol (MLB). Logró obtener el premio MVP (jugador más valioso).

## Carrera
Peckinpaugh jugó como profesional tres temporadas en Cleveland Naps (1910, 1912-1913), después pasó a New York Yankees (1913-1921), luego a Washington Senators (1922-1926), posteriormente a Chicago White Sox, donde jugó una temporada (1927), y fue el equipo en el que se retiró.

## Premios
Fue galardonado con el MVP (jugador más valioso) en una oportunidad (1925).